# Vilory
Vilory település Franciaországban, Haute-Saône megyében. Lakosainak száma 68 fő (2022. január 1.). Vilory La Villeneuve-Bellenoye-et-la-Maize, Neurey-en-Vaux, Varogne és Vellefrie községekkel határos.

## Népesség
A település népessége az elmúlt években az alábbi módon változott:
| Lakosok száma | 81   | 72   | 69   | 65   | 63   | 61   | 63   | 66   | 68   |
|               | 2013 | 2015 | 2016 | 2017 | 2018 | 2019 | 2020 | 2021 | 2022 |